# Parlamentswahl in Monaco 2013
- UM: 3
- HM: 20
- R: 1

Die Wahl des Conseil National, des Parlaments des Fürstentums Monaco, fand am 10. Februar 2013 statt.

## Wahlsystem
Die Wähler können entweder eine Wahlliste wählen oder Kandidaten mehrerer Wahllisten panaschieren. Die 16 Kandidaten mit den meisten Stimmen ziehen in den Conseil National ein, während die restlichen acht Sitze nach dem Prinzip der Verhältniswahl an die Parteien aufgeteilt werden, die mehr als fünf Prozent der Stimmen erhalten haben.

## Ausgangslage
Die Mehrheit der Parteien schlossen sich in der vergangenen Legislaturperiode des Conseil Nationals zu Bündnissen zusammen, deren Kandidaten bei dieser Wahl jeweils eine gemeinsame Wahlliste bildeten. Diese Bündnisse sind die Horizon Monaco, bestehend aus den Parteien Union de Monégasques und Union Nationale pour l’Avenir de Monaco, sowie die Union Monégasque, bestehend aus den Parteien Rassemblement et Enjeux, Union pour la Principauté und Synergie Monégasque. Außerdem trat erstmals auch die neugegründete Partei Renaissance an, die nur aus in Monaco arbeitenden Angestellten, vornehmlich Croupiers, der Société des bains de mer (SBM) besteht, einem Unternehmen, das viele Touristikbetriebe und Casinos in Monaco führt.

## Wahl
Die Wahlen fanden am 10. Februar statt, am Wahltag konnte man unentgeltlich den Öffentlichen Personennahverkehr nutzen. Die Hochrechnungen wurden mittels eines großen Bildschirms am einzigen Wahlbüro am Salle du Canton übertragen. Von den 6825 wahlberechtigten Monegassen nahmen 5088 ihr Wahlrecht wahr, was einer Wahlbeteiligung von 74,55 Prozent entspricht.

### Wahlbeobachtung
Einer Einladung des ständigen Vertreters Monacos bei der OSZE folgend, beobachtete ein vierköpfiges internationales Expertenteam unter der Führung des Polen Konrad Olszewski die Parlamentswahl. Der Abschlussbericht kam zusammenfassend zu dem Ergebnis, dass die Wahlen frei waren und korrekt abliefen, brachte jedoch auch einige Kritikpunkte an.

## Wahlergebnis
| Bündnis                 | Bündnis               | Stimmen | Stimmen | Stimmen | Sitze  | Sitze |
| Bündnis                 | Bündnis               | Anzahl  | %       | +/−     | Anzahl | +/−   |
| ----------------------- | --------------------- | ------- | ------- | ------- | ------ | ----- |
|                         | Horizon Monaco (HM)   | 56.472  | 50,3    |         | 20     |       |
|                         | Union Monégasque (UM) | 43.743  | 39,0    |         | 3      |       |
|                         | Renaissance (R)       | 11.964  | 10,7    |         | 1      |       |
|                         |                       |         |         |         |        |       |
| Gesamt                  | Gesamt                | 112.179 | 100,0   |         | 24     |       |
|                         |                       |         |         |         |        |       |
| Wahlbeteiligung         | Wahlbeteiligung       | 5.088   | 74,55   |         |        |       |
| Wahlberechtigte         | Wahlberechtigte       | 6.825   | 100,0   |         |        |       |
|                         |                       |         |         |         |        |       |
| Quelle: Maire de Monaco |                       |         |         |         |        |       |